# Чемпіонат СРСР з футболу 1987: шоста зона другої ліги
Чемпіонат УРСР з футболу 1987 — 17-й турнір серед команд української зони другої ліги. Тривав з 15 березня по 22 жовтня 1987 року. У першості взяли участь 27 команд. «Таврія» стала переможцем, установивши рекорд української зони за кількістю забитих м'ячів — 125 за сезон (у 52 матчах). Останнє місце посів київський СКА, який ще 1983 року був чемпіоном УРСР, а 1986 року — бронзовим призером. Наприкінці року «Таврія» здобула перемогу в перехідному турнірі за право виступати в першій лізі СРСР 1988 року.

## Огляд
Перед початком сезону планувалося скорочення чисельного складу другої ліги. Надійшло навіть положення про всесоюзну другу лігу. Але змін не сталося, й організатори повернулися до старої формули розіграшу. Другу несподіванку підготувала непогода — матчі перших двох турів, що мали відбутися 15 і 19 березня, довелося перенести на червень.
Мало хто до початку турніру міг передбачити, що зустріч між «Прикарпаттям» і «Таврією» виявиться центральною подією першого кола. Чемпіон України 1985 року і срібні призери сезону-86 — кримські футболісти під керівництвом нових наставників — заслуженого тренера УРСР В'ячеслава Соловйова й заслуженого тренера Узбецької РСР Віктора Каневського — впевнено лідирували в шостій зоні. 
Їхній суперник — команда з Івано-Франківська — 1986 року не зуміла увійти до групи учасників головного фіналу і задовольнилася посереднім 17-м місцем. А 1987 року команда Бориса Стрєльцова кинула виклик визнаним фаворитам — на старті прикарпатці здобули сім перемог поспіль.
За матчем лідерів спостерігало 11 тисяч глядачів. Господарі поля виправдали надії своїх шанувальників, перемігши потенційного лідера (у «Таврії» було на дві гри менше) — 2:1. Після цього поєдинку група лідерів розташувалася наступним чином: «Прикарпаття» — 30 очок, «Таврія» і тернопільська «Нива» — по 27, «Кривбас» — 25, СКА (Одеса) — 24.   
Але вже через тиждень лідер зіграв унічию — 0:0 з «Нивою», а «Таврія» перемігши вдома горлівський «Шахтар» — 2:1, впритул наблизилася до прикарпатців, а за втраченими очками — випередила їх.
30 липня, у грі другого кола в Сімферополі, «Таврія» взяла реванш з таким же рахунком. І хоча до фінішу було ще далеко, основне питання практично вирішилося: найближчого переслідувача — «Прикарпаття» лідер випереджав на 4 очки, а за втраченими — на 10. Незважаючи на несподівані поразки від одеського СКА, «Новатора» і «Кривбаса», кримські футболісти достроково, за три тури до фінішу, стали переможцями. Три роки знадобилося їм, щоб знов повернутися в першу лігу.
Друге місце зайняла тернопільська «Нива». Два роки тому лише поразки в останніх матчах на виїзді перешкодили підопічним Віктора Полянського зайняти призове місце. І ось тепер — безперечний успіх. Більшість поєдинків команда грала з трьома оборонцями: Тимофєєв діяв на місці ліберо, а Цисельський і Мацюпа грали персонально по гравцю. Натомість у центральній зоні півзахисту діяли одразу троє футболістів: у домашніх матчах Сухенко грав опорним, а Назаренко та Рудницький діяли під нападниками. У гостях Назаренко вже опускався на місце опорного, і «Нива» грала з подвоєним опорним центром півзахисту. До того ж, у тактичній схемі не було крайніх оборонців та хавів. Так званими лінійними, які закривали всю бровку, діяли Біскуп та Венгринович. Лише коли серйозну травму в домашньому поєдинку з вінницькою «Нивою» отримав капітан Ігор Біскуп, на його місце перейшов Венгринович, а зліва лінійним став грати Мацюпа, натомість персонально з гравцями команд-суперників — Ігор Покидько.
Третіми фінішували футболісти «Прикарпаття». Вдало виступив дебютант ліги — полтавська «Ворскла» увійшла до десятки найсильніших.
Головними дійовими особами «битви аутсайдерів» стали «Новатор», «Динамо» (Ірпінь), «Десна» (Чернігів), «Зірка» (Кіровоград) і «Маяк» (Харків). Несподівано серед них виявилися й армійці Києва — команда, яка виступала в першій лізі, шість років тому була чемпіоном України, а в сезоні-86 стала бронзовим призером. У підсумку, саме кияни розпрощалися з статусом команди майстрів.

## Підсумкова таблиця
| Місце | Команда                          | В  | Н  | П  | М'ячі  | О  |
| ----- | -------------------------------- | -- | -- | -- | ------ | -- |
|       | «Таврія» (Сімферополь)           | 34 | 12 | 6  | 125—48 | 80 |
|       | «Нива» (Тернопіль)               | 28 | 16 | 8  | 85—38  | 72 |
|       | «Прикарпаття» (Івано-Франківськ) | 29 | 10 | 13 | 69—41  | 68 |
| 4     | «Буковина» (Чернівці)            | 27 | 13 | 12 | 81—46  | 67 |
| 5     | СКА (Одеса)                      | 25 | 14 | 13 | 64—45  | 64 |
| 6     | «Нафтовик» (Охтирка)             | 24 | 15 | 13 | 72—48  | 63 |
| 7     | «Поділля» (Хмельницький)         | 23 | 17 | 12 | 67—49  | 63 |
| 8     | «Океан» (Керч)                   | 26 | 9  | 17 | 68—50  | 61 |
| 9     | «Ворскла» (Полтава)              | 22 | 14 | 16 | 74—59  | 58 |
| 10    | «Шахтар» (Горлівка)              | 22 | 13 | 17 | 67—58  | 57 |
| 11    | «Кривбас» (Кривий Ріг)           | 23 | 10 | 19 | 68—68  | 56 |
| 12    | «Спартак» (Житомир)              | 22 | 12 | 18 | 72—59  | 56 |
| 13    | «Нива» (Вінниця)                 | 20 | 13 | 19 | 54—47  | 53 |
| 14    | «Авангард» (Рівне)               | 19 | 14 | 19 | 50—53  | 52 |
| 15    | «Чайка» (Севастополь)            | 20 | 9  | 23 | 57—63  | 49 |
| 16    | «Торпедо» (Луцьк)                | 18 | 10 | 24 | 55—63  | 46 |
| 17    | «Суднобудівник» (Миколаїв)       | 17 | 10 | 25 | 52—65  | 44 |
| 18    | «Кристал» (Херсон)               | 16 | 10 | 26 | 54—79  | 42 |
| 19    | «Закарпаття» (Ужгород)           | 16 | 10 | 26 | 59—73  | 42 |
| 20    | «Торпедо» (Запоріжжя)            | 12 | 16 | 24 | 54—81  | 40 |
| 21    | «Шахтар» (Павлоград)             | 11 | 18 | 23 | 40—59  | 40 |
| 22    | «Маяк» (Харків)                  | 15 | 9  | 28 | 47—83  | 39 |
| 23    | «Зірка» (Кіровоград)             | 13 | 13 | 26 | 44—77  | 39 |
| 24    | «Десна» (Чернігів)               | 11 | 17 | 24 | 48—80  | 39 |
| 25    | «Динамо» (Ірпінь)                | 10 | 19 | 23 | 37—55  | 39 |
| 26    | «Новатор» (Жданов)               | 16 | 6  | 30 | 57—107 | 38 |
| 27    | СКА (Київ)                       | 11 | 15 | 26 | 41—67  | 37 |

## Результати матчів
| Команда         | ТАВ | НВТ | ПРИ | БУК | СКО | НАФ | ПОД | ОКЕ | ВОР | ШХГ | КРИ | СПА | НВВ | АВА | ЧАЙ | ТРЛ | СУД | КРС | ЗАК | ТРЗ | ШХП | МАЯ | ЗІР | ДЕС | ДИН | НОВ | СКК |
| --------------- | --- | --- | --- | --- | --- | --- | --- | --- | --- | --- | --- | --- | --- | --- | --- | --- | --- | --- | --- | --- | --- | --- | --- | --- | --- | --- | --- |
| «Таврія»        |     | 3:0 | 2:1 | 1:1 | 1:2 | 3:2 | 2:0 | 2:1 | 4:2 | 2:1 | 4:1 | 3:2 | 3:2 | 0:0 | 5:0 | 2:0 | 3:1 | 3:0 | 4:2 | 3:0 | 2:0 | 7:1 | 6:0 | 2:1 | 4:1 | 4:1 | 3:0 |
| «Нива» (Т)      | 1:1 |     | 0:0 | 1:0 | 0:0 | 0:0 | 4:0 | 1:2 | 3:0 | 2:0 | 2:0 | 1:0 | 3:0 | 2:0 | 1:0 | 3:1 | 2:0 | 3:0 | 4:1 | 6:1 | 5:0 | 2:1 | 2:0 | 2:0 | 0:0 | 2:1 | 3:1 |
| «Прикарпаття»   | 2:1 | 0:0 |     | 2:1 | 4:1 | 0:1 | 2:0 | 2:0 | 1:0 | 1:0 | 2:1 | 3:0 | 0:2 | 2:1 | 2:1 | 1:0 | 1:0 | 2:1 | 2:0 | 2:0 | 1:0 | 1:0 | 2:0 | 3:0 | 2:1 | 4:1 | 2:0 |
| «Буковина»      | 0:1 | 2:1 | 2:0 |     | 2:0 | 1:0 | 2:0 | 1:0 | 1:0 | 2:2 | 3:1 | 1:0 | 0:0 | 2:0 | 2:0 | 1:0 | 3:0 | 2:1 | 3:0 | 3:1 | 2:0 | 4:1 | 3:0 | 4:0 | 3:3 | 3:1 | 0:0 |
| СКА (Одеса)     | 0:0 | 0:1 | 3:1 | 2:1 |     | 1:0 | 1:0 | 2:0 | 2:0 | 3:1 | 1:1 | 0:1 | 0:0 | 3:1 | 2:0 | 1:0 | 1:1 | 1:0 | 4:1 | 4:1 | 2:1 | 4:1 | 2:0 | 1:0 | 1:0 | 0:0 | 1:0 |
| «Нафтовик»      | 1:0 | 1:1 | 2:1 | 2:1 | 1:0 |     | 3:2 | 0:0 | 2:1 | 1:0 | 0:0 | 0:0 | 1:0 | 3:1 | 3:0 | 5:0 | 2:0 | 4:1 | 1:0 | 5:2 | 2:2 | 1:1 | 1:0 | 3:0 | 1:1 | 4:2 | 1:1 |
| «Поділля»       | 2:2 | 0:0 | 1:0 | 4:1 | 0:0 | 0:0 |     | 2:0 | 3:0 | 2:1 | 4:1 | 1:1 | 1:0 | 2:1 | 2:1 | 1:1 | 3:0 | 2:1 | 1:1 | 1:0 | 4:2 | 2:0 | 1:1 | 1:0 | 3:0 | 3:0 | 0:0 |
| «Океан»         | 3:5 | 1:0 | 2:0 | 2:1 | 2:0 | 1:3 | 2:1 |     | 1:0 | 1:0 | 4:0 | 4:0 | 0:0 | 2:1 | 1:0 | 1:1 | 1:0 | 2:2 | 1:0 | 2:2 | 2:1 | 3:0 | 0:0 | 3:2 | 3:0 | 4:1 | 3:0 |
| «Ворскла»       | 3:1 | 1:1 | 1:0 | 2:0 | 1:1 | 4:3 | 1:0 | 2:1 |     | 4:0 | 1:1 | 2:2 | 0:0 | 2:0 | 4:0 | 2:0 | 2:0 | 3:0 | 2:1 | 2:0 | 2:1 | 1:0 | 1:2 | 2:2 | 1:0 | 7:0 | 2:1 |
| «Шахтар» (Г)    | 1:1 | 1:1 | 1:0 | 0:0 | 2:0 | 3:2 | 0:0 | 2:1 | 1:0 |     | 1:0 | 2:1 | 0:1 | 1:1 | 1:0 | 2:0 | 1:0 | 1:0 | 2:0 | 2:0 | 1:0 | 4:0 | 5:1 | 3:0 | 1:0 | 3:0 | 1:0 |
| «Кривбас»       | 2:1 | 2:1 | 1:2 | 1:0 | 0:2 | 0:1 | 0:3 | 1:0 | 1:0 | 3:1 |     | 2:0 | 2:1 | 3:1 | 3:2 | 3:1 | 1:1 | 2:0 | 3:1 | 2:1 | 2:1 | 3:0 | 2:3 | 3:0 | 1:0 | 3:0 | 2:1 |
| «Спартак»       | 0:0 | 2:3 | 3:0 | 1:1 | 2:1 | 3:1 | 0:1 | 1:0 | 1:2 | 1:1 | 5:1 |     | 2:0 | 0:1 | 0:2 | 1:0 | 1:1 | 1:0 | 2:0 | 2:0 | 1:1 | 2:0 | 3:2 | 0:1 | 3:0 | 4:1 | 2:0 |
| «Нива» (В)      | 0:5 | 0:1 | 0:1 | 1:1 | 3:1 | 0:0 | 0:1 | 1:0 | 2:1 | 4:1 | 1:0 | 0:1 |     | 2:1 | 1:0 | 2:0 | 4:0 | 1:0 | 2:0 | 0:0 | 3:1 | 1:1 | 2:0 | 2:0 | 1:1 | 0:1 | 4:1 |
| «Авангард»      | 0:0 | 1:0 | 0:0 | 0:2 | 1:1 | 2:0 | 1:1 | 1:0 | 1:1 | 2:1 | 2:1 | 2:0 | 0:2 |     | 1:1 | 0:1 | 2:0 | 2:1 | 1:0 | 3:1 | 1:0 | 2:0 | 0:0 | 2:1 | 2:1 | 0:0 | 1:0 |
| «Чайка»         | 0:0 | 2:2 | 1:0 | 1:0 | 1:1 | 1:0 | 1:0 | 1:2 | 2:0 | 2:1 | 2:1 | 3:0 | 2:1 | 2:2 |     | 1:1 | 2:1 | 2:1 | 2:1 | 2:0 | 2:1 | 2:0 | 1:2 | 2:0 | 2:2 | 2:0 | 3:1 |
| «Торпедо»       | 2:4 | 1:2 | 1:1 | 0:1 | 3:1 | 1:0 | 4:1 | 3:0 | 3:0 | 0:0 | 0:0 | 2:2 | 0:1 | 1:0 | 2:0 |     | 1:0 | 1:0 | 1:0 | 2:0 | 0:0 | 3:0 | 1:0 | 2:0 | 1:2 | 1:0 | 3:2 |
| «Суднобудівник» | 0:2 | 0:0 | 2:2 | 1:1 | 1:0 | 2:1 | 1:1 | 4:2 | 1:1 | 2:3 | 3:1 | 0:0 | 1:0 | 1:0 | 0:0 | 4:0 |     | 1:0 | 2:0 | 2:1 | 2:0 | 2:0 | 3:0 | 0:1 | 1:0 | 3:2 | 1:0 |
| «Кристал»       | 1:5 | 0:2 | 1:1 | 1:1 | 1:2 | 1:0 | 1:1 | 0:1 | 0:0 | 2:2 | 3:1 | 1:4 | 1:0 | 1:1 | 1:0 | 3:1 | 4:1 |     | 1:1 | 2:1 | 2:2 | 1:0 | 1:0 | 1:1 | 2:1 | 2:1 | 1:0 |
| «Закарпаття»    | 0:2 | 2:2 | 3:0 | 0:1 | 1:2 | 3:0 | 2:0 | 0:0 | 3:3 | 3:2 | 1:0 | 4:2 | 0:0 | 2:1 | 1:0 | 2:0 | 1:0 | 2:3 |     | 1:0 | 1:1 | 2:0 | 4:0 | 2:1 | 3:1 | 2:3 | 1:1 |
| «Торпедо»       | 1:1 | 1:1 | 0:0 | 3:2 | 0:0 | 0:0 | 2:2 | 1:2 | 1:1 | 1:3 | 0:2 | 1:1 | 1:0 | 1:0 | 2:1 | 2:1 | 2:1 | 3:1 | 2:2 |     | 3:1 | 4:1 | 1:1 | 0:0 | 1:0 | 3:0 | 1:1 |
| «Шахтар» (П)    | 0:0 | 1:0 | 1:1 | 0:0 | 0:1 | 1:1 | 0:1 | 0:0 | 3:1 | 2:2 | 1:2 | 0:1 | 0:0 | 0:0 | 3:1 | 0:0 | 1:0 | 1:0 | 1:0 | 0:0 |     | 0:1 | 0:1 | 2:1 | 0:0 | 4:0 | 0:0 |
| «Маяк»          | 0:4 | 3:1 | 1:3 | 2:1 | 2:2 | 1:0 | 0:1 | 0:1 | 1:2 | 1:1 | 1:2 | 1:0 | 3:4 | 2:1 | 2:0 | 2:0 | 2:0 | 0:1 | 2:0 | 3:2 | 3:0 |     | 1:0 | 1:1 | 0:0 | 0:0 | 3:1 |
| «Зірка»         | 3:4 | 0:1 | 1:1 | 0:2 | 1:1 | 1:2 | 1:1 | 0:0 | 1:1 | 1:0 | 2:2 | 1:2 | 3:1 | 3:1 | 2:1 | 2:0 | 0:2 | 2:0 | 2:0 | 0:0 | 0:1 | 1:2 |     | 2:1 | 0:1 | 2:1 | 0:0 |
| «Десна»         | 0:3 | 3:3 | 0:2 | 3:3 | 0:0 | 0:1 | 2:2 | 2:1 | 1:1 | 4:1 | 1:1 | 1:1 | 2:0 | 0:0 | 1:0 | 1:1 | 2:1 | 2:4 | 1:0 | 1:0 | 0:0 | 0:0 | 0:0 |     | 2:1 | 3:1 | 2:3 |
| «Динамо»        | 0:2 | 1:1 | 0:0 | 1:1 | 0:2 | 1:1 | 0:1 | 0:1 | 0:0 | 0:0 | 0:0 | 3:0 | 0:0 | 0:1 | 0:0 | 1:0 | 1:0 | 0:1 | 0:0 | 2:1 | 0:1 | 0:0 | 4:0 | 1:0 |     | 2:3 | 1:0 |
| «Новатор»       | 3:1 | 1:3 | 0:4 | 2:4 | 3:1 | 0:2 | 2:0 | 0:2 | 0:1 | 2:0 | 0:0 | 0:6 | 2:1 | 1:3 | 0:3 | 1:6 | 2:1 | 3:0 | 2:1 | 3:0 | 2:1 | 1:0 | 1:0 | 5:0 | 1:1 |     | 0:0 |
| СКА (Київ)      | 1:1 | 0:2 | 0:2 | 1:2 | 1:0 | 1:1 | 1:1 | 1:0 | 3:1 | 1:1 | 0:0 | 1:2 | 1:1 | 0:1 | 1:0 | 2:1 | 2:1 | 3:1 | 0:1 | 1:3 | 0:1 | 2:0 | 2:0 | 1:1 | 0:2 | 1:0 |     |

## Статистика
Сім місяців тривав чемпіонат в українській зоні другої ліги. За 54 ігрових тури 702 матчі провели команди в цьому турнірному марафоні.
На поле виходили 715 футболістів, з яких 73 — воротарі. В усіх матчах своїх команд узяли участь 17 гравців. Найбільше футболістів використали армійці Києва — 43. Найстабільнішим був склад «Нафтовика» — 19 гравців.
Матчі першості відвідали 2 912 440 глядачів (у середньому за гру — 4 148). Найбільшу аудиторію збирав полтавський стадіон «Колос» — 260 700 (10 027 за гру). Найменше любителів футболу відвідало зустрічі в Ірпені — 17 100, тобто 658 глядачів за матч. На виїзді найпопулярнішою командою була «Таврія», матчі з її участю зібрали 153 300 глядачів.
У першості забито 1661 м'яч. Середня результативність — 2,36 на гру. М'ячі забивали 346 футболістів. Крім того, зафіксовано 12 автоголів. Найкращими бомбардирами стали Віктор Олійник («Буковина») і Володимир Шишков («Спартак») — по 30 голів.
Судді призначили 198 пенальті (реалізовано — 148). Найчастіше 11-метровими карали «Чайку» — 12 разів. «Таврія» найчастіше пробивала пенальті — 13 разів. Найкращі пенальтисти: Богдан Самардак («Авангард») та Ігор Юрченко («Прикарпаття») — по 7 влучень з 7. Найневдаліше пробивали 11-метрові футболісти «Буковини», які спромоглися реалізувати тільки 2 із 9.
Зафіксовано 15 «хет-триків», причому Адальберт Карпонай (луцьке «Торпедо») забив в одному матчі чотири голи. Тричі по 3 м'ячі провів Володимир Шишков («Спартак»), двічі — Ігор Яворський з тернопільської «Ниви».
«Рубіновий кубок» газети «Молодь України» найвлучнішій команді вручено «Таврії». Сімферопольці довели рекорд результативності за сезон до 125 м'ячів (2,40 за гру). Вперше команда в чемпіонаті УРСР пропустила за сезон більш як сто голів — це «досягнення» в пасиві «Новатора» (107).
93 матчі завершилися з великим рахунком. А всього в 702 зустрічах зафіксовано 22 варіанти рахунку. Найчастіше, як і завжди, зустрічався рахунок 1:0 (158 разів). Майже чверть усіх матчів закінчилася внічию — 172 (24,5%).
Господарі виграли 420 поєдинків, гості — 110, різниця м'ячів — 1120—541. Тільки «Таврія» і тернопільська «Нива» набрали на виїзді більше половини очок, відповідно 32 і 27. Найгірший показник у гостях має «Суднобудівник» — лише 5 пунктів.
Найбільше попереджень зібрали «Авангард» і «Десна» — по 40. Найчастіше вилучалися з поля футболісти тернопільської «Ниви» — 4 рази. Всього гравці отримали від арбітрів 704 попередження і 34 рази вилучалися з поля. 
Пенальті, які пробивали у ворота суперників (у дужках зазначена кількість реалізованих одинадцятиметрових ударів).
|      | |  |
|      | |  |
| 13 — | «Таврія» (9) |  |
| 11 — | «Поділля» (8) |  |
| 10 — | «Нафтовик» (9), «Ворскла» (7)                                                                                        |  |
| 9 —  | СКА Од (6), «Закарпаття» (5), «Буковина» (2)                                                                         |  |
| 8 —  | «Океан» (8), «Торпедо» Л (7), «Авангард» (7), «Кривбас» (7), «Нива» Т (7), «Торпедо» З (6), СКА К (5), «Спартак» (5) |  |

|     |                                                      |  |
|     |                                                      |  |
| 7 — | «Прикарпаття» (7), «Зірка» (7), «Новатор» (4)        |  |
| 6 — | «Маяк» (6), «Кристал» (5), «Чайка» (5), «Динамо» (3) |  |
| 5 — | «Шахтар» Г (5), «Шахтар» П (2)                       |  |
| 3 — | «Суднобудівник» (3), «Нива» В (2), «Десна» (1)       |  |

Пенальті, які пробивали суперники (у дужках зазначена кількість реалізованих одинадцятиметрових ударів).
|      |                                                                                             |  |
|      |                                                                                             |  |
| 12 — | «Чайка» (10)                                                                                |  |
| 11 — | «Таврія» (6), «Суднобудівник» (8), «Зірка» (9), «Новатор» (9)                               |  |
| 10 — | «Торпедо» Л (8)                                                                             |  |
| 8 —  | «Кривбас» (5), «Шахтар» Г (5), «Кристал» (5), «Ворскла» (6), СКА К (6), «Нафтовик» (7)      |  |
| 7 —  | «Нива» В (4), «Нива» Т (5), «Авангард» (5), «Торпедо» З (5), «Динамо» (5), «Закарпаття» (7) |  |

|     |                                                            |  |
|     |                                                            |  |
| 6 — | «Поділля» (3), «Буковина» (4), «Десна» (5), «Шахтар» П (6) |  |
| 5 — | «Океан» (4)                                                |  |
| 4 — | «Маяк» (3), «Прикарпаття» (3)                              |  |
| 3 — | СКА Од (2), «Спартак» (3)                                  |  |

Жовті картки (попередження), які отримали гравці команд-учасниць у матчах першості.
|      |                               |  |
|      |                               |  |
| 40 — | «Десна», «Авангард»           |  |
| 39 — | «Кривбас»                     |  |
| 38 — | «Суднобудівник»               |  |
| 34 — | «Шахтар» П                    |  |
| 32 — | «Зірка», «Динамо»             |  |
| 31 — | СКА Од                        |  |
| 30 — | «Нива» В, «Ворскла»           |  |
| 28 — | «Спартак», «Торпедо» З, СКА К |  |
| 27 — | «Закарпаття»                  |  |

|      |                           |  |
|      |                           |  |
| 26 — | «Кристал»                 |  |
| 24 — | «Торпедо» Л               |  |
| 21 — | «Таврія», «Поділля»       |  |
| 20 — | «Маяк», «Океан», «Нива» Т |  |
| 19 — | «Буковина», «Прикарпаття» |  |
| 17 — | «Чайка»                   |  |
| 15 — | «Шахтар» Г                |  |
| 14 — | «Нафтовик»                |  |
| 11 — | «Новатор»                 |  |

Червоні картки, які отримали гравці команд-учасниць у матчах першості.
|     | |  |
|     | |  |
| 4 — | «Нива» Т                                                                                               |  |
| 3 — | «Закарпаття»                                                                                           |  |
| 2 — | «Кривбас», «Суднобудівник», СКА Од, «Нива» В, «Спартак», «Поділля», «Прикарпаття», «Нафтовик», «Чайка» |  |
| 1 — | «Авангард», «Зірка», «Динамо», «Ворскла», СКА К, «Кристал», «Таврія», «Океан», «Буковина»              |  |

Жодного разу не вилучалися з поля футболісти клубів «Десна», «Шахтар» П, «Торпедо» З, «Торпедо» Л, «Маяк», «Шахтар» Г, «Новатор».   
Середня відвідуваність домашніх матчів. Після назви клубу зазначена загальна кількість місць на його спортивній арені.
|         |                       |  |
|         |                       |  |
| 10027 — | «Ворскла» (30000)     |  |
| 8995 —  | «Нива» Т (20000)      |  |
| 7715 —  | «Поділля» (10500)     |  |
| 7677 —  | «Таврія»              |  |
| 7415 —  | «Прикарпаття» (12000) |  |
| 6181 —  | «Буковина» (17000)    |  |
| 5331 —  | «Спартак» (18000)     |  |
| 4931 —  | «Нива» В (25000)      |  |
| 4835 —  | «Авангард» (25000)    |  |
| 4835 —  | «Торпедо» Л (15000)   |  |
| 4762 —  | «Зірка» (22000)       |  |
| 4331 —  | «Нафтовик» (8000)     |  |
| 4092 —  | «Десна» (12000)       |  |
| 3934 —  | «Океан» (12000)       |  |

|        |                         |  |
|        |                         |  |
| 3692 — | «Чайка» (10000)         |  |
| 3446 — | «Кривбас» (38000)       |  |
| 3373 — | «Суднобудівник» (24000) |  |
| 2727 — | СКА Од (30000)          |  |
| 2546 — | «Шахтар» Г (16000)      |  |
| 2389 — | «Кристал» (20000)       |  |
| 2022 — | «Новатор» (15000)       |  |
| 1769 — | «Закарпаття» (11000)    |  |
| 1639 — | «Торпедо» З (12000)     |  |
| 1246 — | «Шахтар» П (7000)       |  |
| 782 —  | СКА К                   |  |
| 692 —  | «Маяк» (5000)           |  |
| 658 —  | «Динамо»                |  |

## Бомбардири

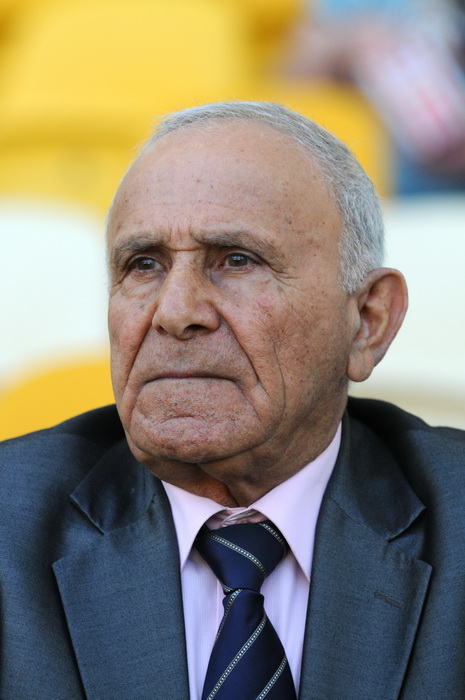
Анатолій Заяєв — начальник команди-переможця турніру. 1992 року як головний тренер «Таврії» він здобув золото першого чемпіонату незалежної України

Найкращі голеадори чемпіонату УРСР:
| Футболіст         | Команда                          | Голи |
| ----------------- | -------------------------------- | ---- |
| Віктор Олійник    | «Буковина» (Чернівці)            | 30   |
| Володимир Шишков  | «Полісся» (Житомир)              | 30   |
| Ігор Яворський    | «Нива» (Тернопіль)               | 23   |
| Сергій Турянський | «Прикарпаття» (Івано-Франківськ) | 23   |
| Іван Шарій        | «Ворскла» (Полтава)              | 22   |
| Сергій Шевченко   | «Таврія» (Сімферополь)           | 21   |
| Віктор Сахно      | СКА (Одеса)                      | 21   |
| Богдан Самардак   | «Авангард» (Рівне)               | 18   |

Найкращі бомбардири клубів і гравці, які забили не менше як 10 голів:
- «Таврія» — Сергій Шевченко (21), Ігор Леонов (17), Сергій Дементьєв (15), Юрій Бондаренко (15), Степан Павлов (12), Сергій Райко (10);
- «Нива» (Тернопіль) — Ігор Яворський (23), Микола Тимофеєв (12), Анатолій Назаренко (11);
- «Прикарпаття» — Сергій Турянський (23), Ігор Юрченко (10);
- «Буковина»  — Віктор Олійник (30), Андрій Гузієнко (11);
- СКА (Одеса)  — Віктор Сахно (21), Сергій Гусєв (14);
- «Нафтовик»  — Борис Шуршин (13), Віталій Хромей (11);
- «Поділля»  — Віталій Бугай (10), Едуард Валенко (10), Анатолій Саулевич (10);

- «Океан»  — Олександр Білозерський (14), Олександр Новиков (10);
- «Ворскла»  — Іван Шарій (22), Юрій Резник (15), Олег Рудько (11), Іван Іванченко (11);
- «Шахтар» (Горлівка)  — Юрій Авдєєнко (15), Сергій Акименко (14).
- «Кривбас»  — Олександр Усатий (15), Сергій Мотуз (13), Віталій Дмитренко (10);
- «Спартак»  — Володимир Шишков (30), Юрій Леонов (13);
- «Нива» (Вінниця)  — Володимир Снилик (12), Олександр Бондарчук (10);
- «Авангард»  — Богдан Самардак (18);
- «Чайка»  — Валерій Чалий (11), Сергій Дієв (10);
- «Торпедо» (Луцьк) — Павло Філонюк (13);
- «Суднобудівник»  — Юрій Смагін (11);
- «Кристал»  — Олександр Меньшиков (12);
- «Закарпаття»  — Василь Мартиненко (16), Григорій Батич (10);
- «Торпедо» (Запоріжжя)  — Валентин Козлов (14);
- «Шахтар» (Павлоград)  — Олександр Вобликов (7);
- «Маяк»  — Іван Ледней (10);
- «Зірка»  — Михайло Калита (12);
- «Десна»  — Володимир Жилін (11);
- «Динамо»  — Андрій Кондратович (10);
- «Новатор»  — Олександр Волков (16), Валерій Гамідов (10);
- СКА (Київ)  — Олег Волотек (7).

## Призери
Гравці перших трьох команд, які взяли участь щонайменше в половині матчів, отримали медалі. Подаємо список футболістів, які виступали в складах команд-призерів.
| 1. «Таврія» |
| Воротарі: Білошапка Борис (43), Петров Олександр (25), Храпатий Володимир (1). Захисники: Галустов Віктор (47, 5), Гуйганов Олександр (43, 4), Лялін Ігор (42), Ушаков Петро (34, 2), Дюльдін Олександр (26, 2), Дунаєвський Дмитро (3), Галенко Олег (2), Галикін Василь (2), Гоцуляк Володимир (1). Півзахисники: Будник Віктор (48, 6), Бондаренко Олександр (47, 5), Причиненко Сергій (45, 3), Шевченко Сергій (43, 21), Осиновський Семен (41, 3), Серебрянський Олег (35, 4), Безсмертний Анатолій (14), Авоян Гайк (2), Кондратенко Микола (2), Леженцев Сергій (2), Угльов Костянтин (2). Нападники: Дементьєв Сергій (46, 15), Леонов Ігор (43, 17), Бондаренко Юрій (37, 15), Павлов Степан (37, 12), Райко Сергій (27, 10), Глеба Сергій (4, 1), Лемешко Ігор (2). Головний тренер — Соловйов В'ячеслав, начальник команди — Заяєв Анатолій, тренер — Каневський Віктор. |
| 2. «Нива» (Тернопіль) |
| Воротарі: Панфілов Юрій (40), Квасников Сергій (27). Захисники: Тимофеєв Микола (50, 12), Мацюпа Роман (50, 7), Цісельський Ігор (48, 1), Покидько Ігор (47, 1), Галюта Леонтій (35, 1), Біскуп Ігор (13, 3). Півзахисники: Венгринович Володимир (52, 9), Назаренко Анатолій (48, 11), Сухенко Віктор (47), Рудницький Віталій (42, 6), Опанасенко В'ячеслав (18), Стрельба Руслан (11), Ряшко Віктор (9). Нападники: Прядун Петро (48, 8), Яворський Ігор (47, 23), Козуб Ігор (42), Мовчан Михайло (19, 2), Куриляк Михайло (8), Гордей Дмитро (5, 1). Головний тренер — Полянський Віктор, начальник команди — Козаренко Володимир, тренер — Греняк Тарас. |
| 3. «Прикарпаття» |
| Воротарі: Баталов Аркадій (33), Кузь Андрій (30). Захисники: Чікало Андрій (52, 3), Ватаманюк Ярослав (51), Савка Михайло (44, 2), Гуменяк Василь (42), Москальов Віктор (26), Стефанків Ігор (6, 1), Мельничук Ігор (6). Півзахисники: Мельник Петро (50, 4), Цимбал Володимир (48, 1), Думанський Ярослав (46, 8), Юрченко Микола (46, 5), Юрченко Ігор (38, 10), Руденський Олег (30, 1), Башта Віктор (30), Скоков Віталій (3). Нападники: Дебенко Богдан (49, 5), Турянський Сергій (45, 23), Єлісеєнко Василь (23), Москвін Валентин (20, 5), Шулятицький Юрій (15, 1), Середюк Володимир (1). Головний тренер — Стрельцов Борис, начальник команди — Дячук-Ставицький Юрій, тренер — Краснецький Іван. |

## Арбітри
На подання республіканської колегії суддів президія Федерації футболу України затвердила список десяти найкращих арбітрів. До нього увійшли:
| №  | Арбітр            | Місто            |
| -- | ----------------- | ---------------- |
| 1  | Петро Кобичек     | Чернівці         |
| 2  | Валерій Лисенко   | Одеса            |
| 3  | Юрій Сергієнко    | Харків           |
| 4  | Георгій Ільяков   | Сімферополь      |
| 5  | Мирослав Ступар   | Івано-Франківськ |
| 6  | Анатолій Попов    | Київ             |
| 7  | Олександр Балакін | Київ             |
| 8  | Віктор Звягінцев  | Донецьк          |
| 9  | Євген Школа       | Луцьк            |
| 10 | Василь Попович    | Іршава           |

## Дві команди
Президія Федерації футболу України затвердила список 22-ти найкращих футболістів республіки, які виступали в колективах другої ліги.
Найширше представлений у цій класифікації чемпіон, сімферопольська «Таврія» — 7 футболістів. По три гравці з «Буковини», одеського СКА і «Прикарпаття», два — з тернопільської «Ниви» й по одному — з «Океану», ірпінського «Динамо», ровенського «Авангарду» і павлоградського «Шахтаря».
| Позиція                      | Перший склад                      | Другий склад                       |
| ---------------------------- | --------------------------------- | ---------------------------------- |
| Воротарі                     | Ігор Крапивкін (СКА Од)           | Борис Білошапка («Таврія»)         |
| Праві захисники              | Ігор Лялін («Таврія»)             | Сергій Походзило («Буковина»)      |
| Задні центральні захисники   | Олександр Дюльдін («Таврія»)      | Микола Тимофеєв («Нива» Т)         |
| Передні центральні захисники | Сергій Янушайтіс (СКА Од)         | Ігор Захаряк («Океан»)             |
| Ліві захисники               | Ігор Корнієць («Динамо»)          | Андрій Чикало («Прикарпаття»)      |
| Праві півзахисники           | Сергій Шевченко («Таврія»)        | Богдан Самардак («Авангард»)       |
| Центральні півзахисники      | Ігор Юрченко («Прикарпаття»)      | Юрій Шелепницький («Буковина»)     |
| Ліві півзахисники            | Ігор Леонов («Таврія»)            | Віталій Рудницький («Нива» Т)      |
| Праві нападники              | Сергій Дементьєв («Таврія»)       | Володимир Ведерников («Шахтар» Пг) |
| Центральні нападники         | Сергій Турянський («Прикарпаття») | Віктор Олійник («Буковина»)        |
| Ліві нападники               | Сергій Гусєв (СКА Од)             | Сергій Райко («Таврія»)            |

## Зведена таблиця
У сімнадцяти турнірах брали участь 38 українських команд і три клуби з Молдавії. Одинадцять колективів були учасниками всіх чемпіонатів. Нижче наведена перша десятка за сумарною кількістю набраних очок після завершення першості 1987 року.
| Місце | Команда                | Т  | М   | В   | Н   | П    | М'ячі   | О   |
| ----- | ---------------------- | -- | --- | --- | --- | ---- | ------- | --- |
| 1     | «Суднобудівник»        | 17 | 734 | 310 | 209 | 215  | 891—671 | 829 |
| 2     | «Буковина» (Чернівці)  | 17 | 736 | 316 | 193 | 227  | 881—670 | 825 |
| 3     | «Нива» (Вінниця)       | 17 | 734 | 302 | 211 | 221  | 885—668 | 815 |
| 4     | «Спартак» (Житомир)    | 17 | 736 | 303 | 207 | 226  | 889—699 | 813 |
| 5     | «Кривбас» (Кривий Ріг) | 15 | 644 | 291 | 198 | 155  | 844—587 | 780 |
| 6     | «Зірка» (Кіровоград)   | 17 | 736 | 271 | 198 | 267  | 787—807 | 740 |
| 7     | «Закарпаття» (Ужгород) | 17 | 734 | 274 | 191 | 269  | 800—794 | 739 |
| 8     | «Авангард» (Рівне)     | 17 | 734 | 262 | 200 | 272  | 753—788 | 724 |
| 9     | «Кристал» (Херсон)     | 17 | 734 | 257 | 195 | 282  | 800—895 | 709 |
| 10    | «Чайка» (Севастополь)  | 17 | 736 | 256 | 194 | 2286 | 800—838 | 706 |

## Клуб бомбардирів
Тринадцять футболістів забили понад сто м'ячів, виступаючи за українські команди другої ліги. Символічний клуб бомбардирів має такий вигляд:
| №  | Футболіст            | Сезон | Голи |
| -- | -------------------- | ----- | ---- |
| 1  | Віктор Насташевський | 1984  | 144  |
| 2  | Володимир Шишков     | 1985  | 143  |
| 3  | Сергій Шевченко      | 1984  | 135  |
| 4  | Сергій Шмундяк       | 1983  | 132  |
| 5  | Віталій Дмитренко    | 1983  | 126  |
| 6  | Валентин Дзіоба      | 1979  | 118  |
| 7  | Паша Касанов         | 1985  | 118  |
| 8  | Олександр Новиков    | 1986  | 117  |
| 9  | Геннадій Горшков     | 1985  | 114  |
| 10 | Володимир Чирков     | 1985  | 109  |
| 11 | Василь Мартиненко    | 1987  | 105  |
| 12 | Євген Дерев'яга      | 1979  | 102  |
| 13 | Юрій Смагін          | 1987  | 101  |

Після прізвища футболіста вказано рік, коли забито сотий м'яч, а також сумарну кількість голів.
Найближчими кандидатами до вступу в клуб є Віктор Олійник — 95 м'ячів та Ігор Яворський — 94.

## Перехідний турнір
Як і в попередніх сезонах, переможці дев'яти регіональних зон другої ліги боролися за три путівки до першої ліги. Були створені три групи, матчі проходили у два кола — вдома і на виїзді. Команди, які посіли перші місця у групах, наступного сезону стартували у другому дивізіоні радянського футболу.
Суперниками футболістів «Таврії» у перехідному турнірі за путівку до першої ліги стали російська «Іскра» (Смоленськ) і грузинський «Локомотив»  (Самтредія).
У стартовому матчі на своєму полі сімферопольці перемогли свого основного суперника — «Іскру», забивши чотири «сухих» м'ячі (відзначилися Шевченко, Дюльдін, Райко, Гуйганов). Ще переконливішою була перевага «Таврії» над переможцем дев'ятої зони, де виступали команди закавказьких республік — 6:1. Зігравши 8 листопада в Смоленську внічию (3:3), кримські футболісти знову здобули право виступати в першій лізі.
| Місце | Команда                 | І | В | Н | П | М'ячі | О |
| ----- | ----------------------- | - | - | - | - | ----- | - |
| 1     | «Таврія» (Сімферополь)  | 4 | 2 | 1 | 1 | 15—7  | 5 |
| 2     | «Іскра» (Смоленськ)     | 4 | 2 | 1 | 1 | 7—8   | 5 |
| 3     | «Локомотив» (Самтредія) | 4 | 1 | 0 | 3 | 5—12  | 2 |

Дванадцять українських команд, за час існування другої ліги, брали участь у перехідних змаганнях за право виступати у першій лізі. Найкращі бомбардири у цих іграх: Володимир Науменко («Таврія») — 8 м'ячів (1985 рік) і Олег Крамаренко («Металіст») — 6 м'ячів (1974 рік).
Сумарна таблиця виступів українських команд у перехідних турнірах має такий вигляд: 
| Місце | Команда                        | І  | В | Н | П | М'ячі | О  |
| ----- | ------------------------------ | -- | - | - | - | ----- | -- |
| 1     | «Таврія» (Сімферополь)         | 16 | 9 | 3 | 4 | 39—19 | 21 |
| 2     | «Кривбас» (Кривий Ріг)         | 19 | 8 | 4 | 7 | 27—20 | 20 |
| 3     | «Металіст» (Харків)            | 12 | 6 | 3 | 3 | 14—8  | 15 |
| 4     | СКА (Київ)                     | 8  | 3 | 2 | 3 | 14—12 | 8  |
| 5     | «Зоря» (Ворошиловград)         | 4  | 3 | 0 | 1 | 8—5   | 6  |
| 6     | «Спартак» (Житомир)            | 5  | 1 | 4 | 0 | 2—1   | 6  |
| 7     | СКА (Одеса)                    | 2  | 1 | 1 | 0 | 5—2   | 3  |
| 8     | «Нива» (Вінниця)               | 4  | 1 | 1 | 2 | 3—3   | 3  |
| 9     | «Суднобудівник» (Миколаїв)     | 5  | 1 | 1 | 3 | 4—6   | 3  |
| 10    | «Прикарпаття» (Ів.-Франківськ) | 2  | 1 | 0 | 1 | 3—2   | 2  |
| 11    | «Буковина» (Чернівці)          | 4  | 1 | 0 | 3 | 5—10  | 2  |
| 12    | «Торпедо» (Луцьк)              | 5  | 0 | 0 | 5 | 1—12  | 0  |

## Фінальний турнір КФК
Чемпіонат УРСР також проводився і серед колективів фізичної культури. П'ять місяців команди у шести зонах виборювали путівки до фінального етапу. Лише переможці зональних змагань продовжували боротися за чемпіонський титул, путівку до ліги майстрів на наступний сезон і перехідний приз газети «Молодь України».
Фінальний турнір проходив на стадіонах Хуста і Виноградова. Фаворитами фахівці вважали три команди — «Дніпро», «Кремінь» і «Динамо». Та вже на старті змагань одесити поступилися «Металургу». А потім зазнали відчутних поразок від «Дніпра» (1:4) і «Кременя» (0:2).
За календарем фінального турніру матч «Дніпро» — «Кремінь» був останнім. Команда з Полтавської області у чотирьох матчах набрала вісім очок. Черкащани втратили очко в зустрічі з «Підшипником».
«Кремінь» першим добився успіху. На 19-й хвилині відзначився Юрій Авраменко. «Дніпро» відігрався на початку другого тайму. На 65-й хвилині черкащани з пенальті забили переможний м'яч.  
| Місце | Команда                | В | Н | П | М'ячі | О |
| ----- | ---------------------- | - | - | - | ----- | - |
| 1     | «Дніпро» (Геронимівка) | 4 | 1 | 0 | 10—2  | 9 |
| 2     | «Кремінь» (Кременчук)  | 4 | 0 | 1 | 12—4  | 8 |
| 3     | «Металург» (Куп'янськ) | 2 | 1 | 2 | 6—7   | 5 |
| 4     | «Підшипник» (Луцьк)    | 1 | 2 | 2 | 2—4   | 4 |
| 5     | «Динамо» (Одеса)       | 1 | 1 | 3 | 4—9   | 3 |
| 6     | «Прогрес» (Бердичів)   | 0 | 1 | 4 | 3—11  | 1 |

Склад переможців: Пилипенко, Салюк, Петровський, Кирилюк, Перепелиця, Довгалець, Сулла, Бережний, Дошкар, Шевченко, Бойко, Кирилюк. Тренер — Першин.